# Randy Ferbey
Randy Ferbey (Edmonton, 30 de mayo de 1959) es un deportista canadiense que compitió en curling.
Ganó cinco medallas en el Campeonato Mundial de Curling entre los años 1988 y 2005.

## Palmarés internacional
| Campeonato Mundial | Campeonato Mundial         | Campeonato Mundial | Campeonato Mundial |
| Año                | Lugar                      | Medalla            | Prueba             |
| ------------------ | -------------------------- | ------------------ | ------------------ |
| 1988               | Lausana (Suiza)            | Medalla de plata   | Equipo             |
| 1989               | Milwaukee (Estados Unidos) | Medalla de oro     | Equipo             |
| 2002               | Bismarck (Estados Unidos)  | Medalla de oro     | Equipo             |
| 2003               | Winnipeg (Canadá)          | Medalla de oro     | Equipo             |
| 2005               | Victoria (Canadá)          | Medalla de oro     | Equipo             |